# Georges Guérin
Le père Georges Guérin est le cofondateur de la Jeunesse ouvrière chrétienne (JOC), en 1927 ; aumônier général de 1928 à 1950. Résistant, il est emprisonné à Fresnes par les Allemands en 1943. Il fut chanoine de la cathédrale de Paris (1944).

## Biographie

### Jeunesse
Georges (Martial) Guérin est né à Grandmenil (Meurthe-et-Moselle) le 24 octobre 1891

### Première Guerre mondiale
Le 10 octobre 1912, Georges Guérin est appelé au service militaire à la caserne Chevert à Verdun, nommé caporal début 1913, puis sergent en octobre . Au début de la Première Guerre mondiale, le 166e R.I, où il est mobilisé, est engagé à Étain (Meuse) dans la bataille de la Woëvre et des Hauts de Meuse. Georges Guérin sera blessé une première fois le 27 mars 1915 à Fresnes-en-Woëvre, lors des combats des Éparges. Il revient au front le 6 juillet 1915, il est de nouveau blessé par une balle qui lui traverse le bassin, le 22 octobre 1915, alors qu'il est en 1re ligne à la Tranchée de Calonne. Il devient indisponible pour un long moment. Grièvement blessé, il est soigné à Lyon,. Au moment de l’armistice, il écrira : "Oui, c’est fini, et qu'il se souviendra longtemps du vent de délire qui a soufflé sur la France, que Grandménil n’aura plus de Boches à 25 kilomètres, qu'il a foi en la France". Il sera démobilisé le 16 août 1919 avec la classe 1911 après 6 ans et 10 mois passés sous les drapeaux.

### Vocation
C’est vers 20 ans qu'il pense au séminaire et à la prêtrise. Il prend la décision de devenir prêtre à la fin de la guerre. Il va poursuivre ses études au séminaire des vocations tardives puis au Séminaire Saint-Sulpice à Issy-les-Moulineaux. C’est alors qu’il va trouver sa voie vers la jeunesse ouvrière, au cours de l’année 1923. il est dans le même cours que le Père Georges Béjot, avec qui il se retrouve pleinement. Ils seront ordonnés le même jour, Le 29 juin 1925, il sera ordonné prêtre par le Cardinal Dubois, il avait 34 ans, il sera nommé vicaire à Clichy.

### Le Père Guérin et la JOC

#### Fondation de la JOC
Il avait découvert la JOC, fondé en Belgique par Joseph Cardijn, où elle a connu un grand succès, grâce au Manuel de la JOC et à la revue Jeunesse Ouvrière. Il en parle à Georges Quiclet, jeune aide-comptable d'une entreprise de Clichy, dans la banlieue de Paris. Ensemble, ils rédigent un tract intitulé La Jeunesse Ouvrière. Le 1er octobre 1927 a lieu une première réunion à Clichy. 700 invitations sont envoyées pour finalement réunir une soixantaine de jeunes. Ainsi est fondée la branche française de la JOC.

#### Développement de la JOC
Le père Guérin propose aux jeunes ouvriers de réfléchir, d’analyser ce qu’ils vivaient, de se former et d’agir selon la démarche « Voir, Juger, Agir », fondement de la méthode jociste. Il les encourage à militer dans des syndicats et à participer à des groupes d’étude de la doctrine sociale de l'Église.

#### Rôle au sein de la JOC
Soutenu par le cardinal Verdier et le cardinal Suhard, le père Guérin en est l’animateur toute sa vie en tant qu'aumônier général de 1928 à 1950.

### Seconde guerre mondiale
L'abbé Guérin est emprisonné à Châlons-sur-Marne, le 3 août 1943. Il fut incarcéré aussi à Fresnes pour avoir maintenu, malgré l’interdiction des associations, l'activité de la JOC.

### Sa mort et ses obsèques
Le 31 janvier il entre à l’hôpital pour une intervention chirurgicale et meurt le 15 mars 1972. Il repose au Cimetière parisien de Bagneux (28e division).

## Rencontres et actions internationales

### Rencontres avec les représentants de l'église catholique
Il sera reçu par Pie XII au cours du rassemblement mondial de Rome en 1957.

## Hommage

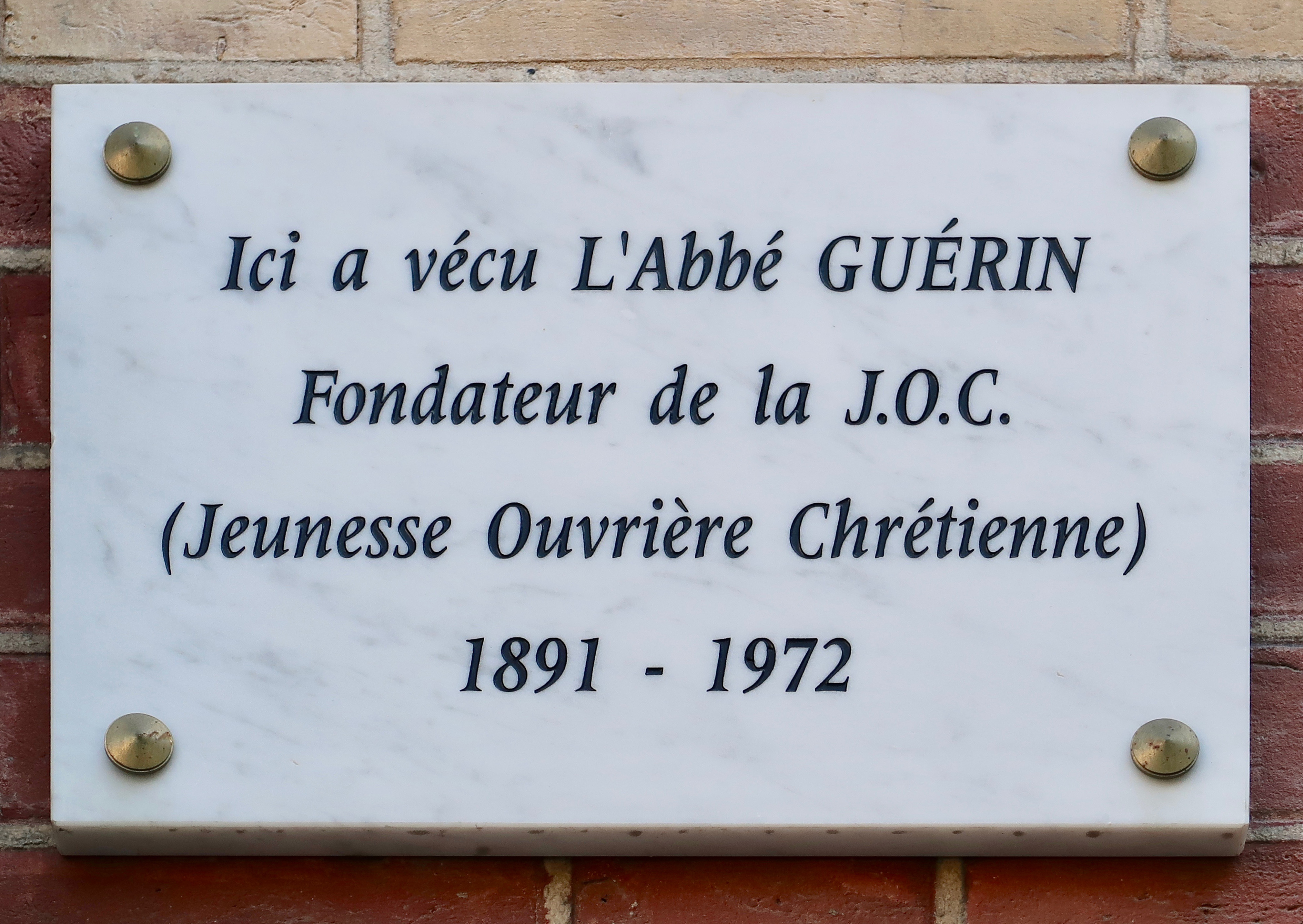
Plaque 23 rue Jean-de-Beauvais (5e arrondissement de Paris), où il vécut.

Créée en 2007, l’association des Amis du Père Guérin compte environ 200 adhérents. Elle a pour objectif d’impulser les démarches en faveur de la canonisation du Père Georges Guérin. Elle a aussi pour but d’assurer le suivi des démarches, de les financer et de promouvoir l’élan spirituel et apostolique lié à la personne du père Guérin, à sa pensée, à ses intuitions.
Une rue du 13e arrondissement de Paris porte son nom. Elle a été inaugurée en 1978 en présence de Georges Quiclet, premier jociste, et d'une délégation de la JOC.

## Décorations françaises
- Médaille militaire : 29 octobre 1915[5].

"Gradé, dévoué à ses devoirs et d'un moral bien trempé. A montré partout et toujours énergie et courage. Blessé le 27 mars et revenu au front, a été atteint le 22 octobre, d'une blessure grave"
- Croix de guerre 1914–1918 : 31 mars 1915[5].

"N'a pas cessé de montrer des qualités d'énergie et de dévouement depuis le début de la campagne ; le 27 mars 1915, quoique blessé au début de l'action, a conservé le commandement de sa section"

## Œuvres

#### Ouvrages du Père Guérin
- Fédéral, apôtre du Christ partout, appel de l'aumônier général, Semaines intensives 1943, Lyon, Impr. du "Salut public", 1943, (BNF 32203503)
- L'Appel du Christ ressuscité, Paris, les Éditions ouvrières, 1966, (BNF 33033602)

Citations :
- « Parce que le Christ est votre vie, moi je crois en vous »
- « Chaque personne a une manière unique de resplendir le Christ »
- « Les jeunes sont aussi évangélisables que ceux des années 30, on n’arrive jamais devant des cœurs vides »
- « Le mouvement, c’est comme une mère qui enfante et éduque ses enfants »
- « Le mouvement c’est déjà un commencement du Rassemblement dans le Christ »
- « Je plaide pour la vocation de la multitude dans la vie ordinaire »
- « Il faut faire naître l’Église au cœur du monde »
- « J’ai compris que la vocation divine est inscrite dans leur vie même de jeune »

#### Ouvrages sur le Père Guérin
- Joseph Debès et Émile Poulat, L'appel de la J.O.C. : 1926-1928, Cerf, 1986, 292 p.  (ISBN 9782204025294) (BNF 34866371)
- Pierre Pierrard, Georges Guérin. Une vie pour la JOC, Paris, Les Éditions de l’Atelier, 1997, 317 p.
- Georges Guérin, La confiance en partage, sous la direction de Daniel Orieux, les Éditions de l'Atelier, septembre 2012 [8]